# Аерофони

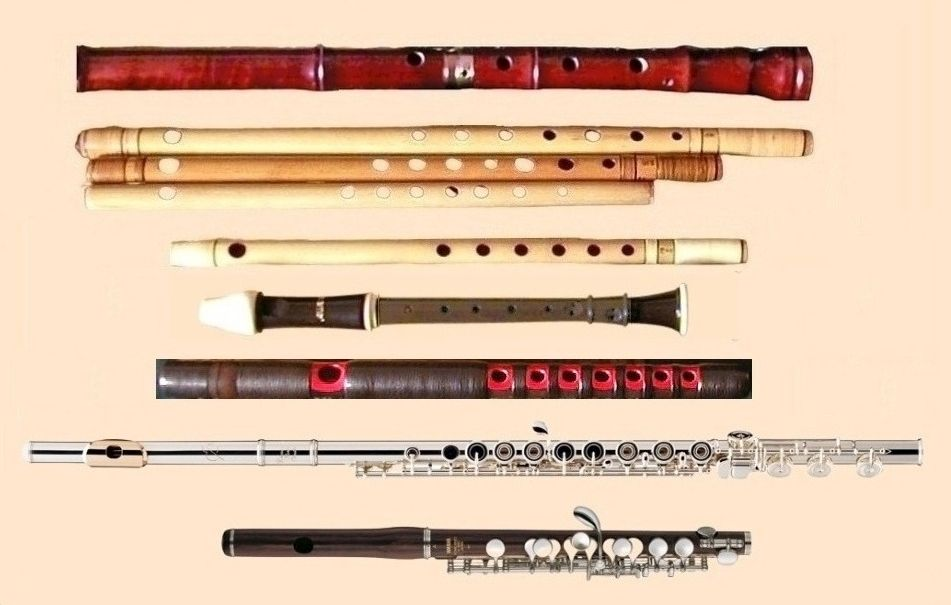
Флейти — інструменти класу аерофонів

Аерофони — за класифікацією Горнбостеля-Закса — музичний інструмент, звук якого утворюється завдяки вібрації стовпа повітря. При цьому аерофони не використовують струни, мембрани, а вібрація самого інструменту не впливає суттєво на звукоутворення. 
Аерофони є одним з чотирьох основних класів музичних інструментів в системі класифікації музичних інструментів. Надалі аерофони класифікують в залежності від того, чи знаходиться стовп вібруючого повітря всередині інструменту. Перший клас (41) включає інструменти, при грі на яких стовп повітря не знаходиться в їх середині. Наприклад, це інструмент «ревун». Це так звані вільні аерофони. Цей клас включає також (412.13)  вільні язичкові інструменти, такі як гармошка, і багато інструментів, які навряд чи можна назвати духовими, такі як сирени та нагайки. Другий клас (42) включає інструменти, при грі на яких стовп вібруючого повітря знаходиться всередині інструменту. Цей клас охоплює практично всі інструменти, що як правило, називають духовими, зокрема діджеріду, (423) мідні духові  (наприклад, трубу, валторну, тубу, тромбон) і (421 & 422) дерев'яні духові, наприклад гобой, флейту, саксофон, кларнет).

## Посилання

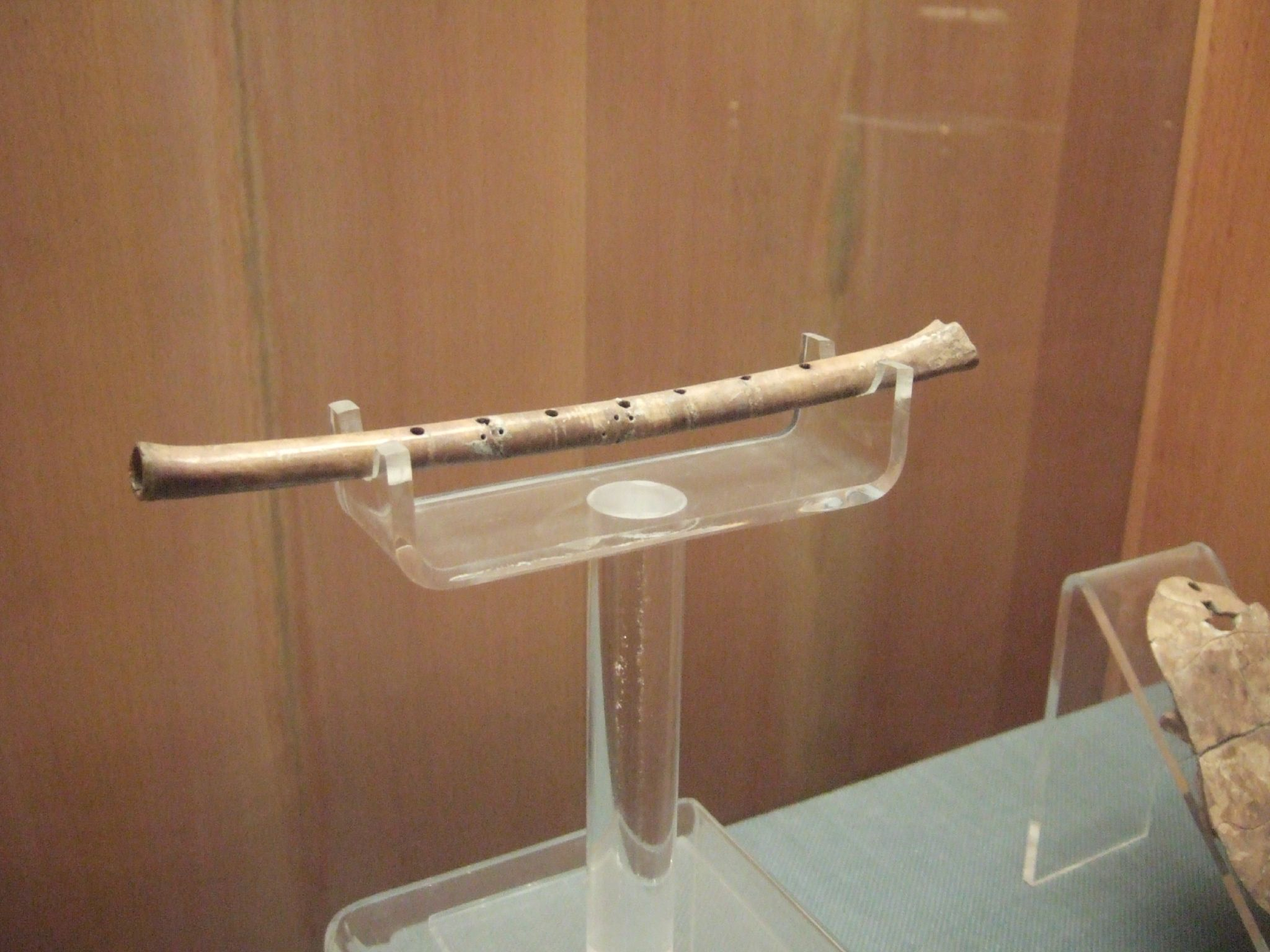
Флейта з кістки епохи неоліту